# Полин причорноморський
Полин причорноморський, полин понтичний (Artemisia pontica) — вид рослин з родини айстрових (Asteraceae), поширений у Європі. Інші назви — «полин римський», «полин олександрійський».

## Опис
Напівчагарничок чи багаторічна трав'яниста рослина 25–80(100) см заввишки. Рослина гілляста, від густо опушеної до майже оголеної. Прикореневі листки в розетках. Листки знизу рідко запушені. Базальні й нижні стеблові листки розміром 2–5 × 1.5–3 см, в контурі овальні, 2- або 3-перисторозсічені, з лінійно-ланцетними сегментами 1–7 мм завдовжки. Середні стеблові листки 2-перисторозсічені. Верхні листки й листоподібні приквітки перисторозсічені або цілісні. Кошики з напівкруглими обгортками, 2–3 мм довжиною, 4–5 мм шириною, у вузькому й густому китицеподібному суцвітті. Сім'янки оберненояйцевидні. 2n = 18.

## Поширення
Поширений у середній та південній Європі, Казахстані, південному Сибіру, північному Китаї; натуралізований у Франції, Німеччині, Швейцарії, Литві; інтродукований на пд.-сх. Канади, пн.-сх. США, Норвегії.
В Україні вид зростає на відкритих схилах, на узліссях лісів, серед чагарників — у Лісостепу, Степу, Криму (масив Кара-Даг, Керченський півострів), рідко; ефіроолійна рослина.